# Femme Fatale Tour
El Femme Fatale Tour és la sisena gira musical internacional de la cantant estatunidenca Britney Spears per promocionar el seu setè àlbum d'estudi Femme Fatale

## Emisones i enregistraments
El 12 d'agost de 2011, Spears va anunciar a través del seu compte de Twitter que es mostra a Toronto en el Air Canada Centre seria gravat a l'aire en el canal de televisió Epix i per al llançament en DVD. Als pocs minuts de l'anunci, el trànsit als llocs socials Epix duplicat i Britney Spears es va convertir en un tema a tot el món de tendències a Twitter. L'espectacle, titulat Britney Spears: Femme Fatale,va rebre un tret en 2D i 3D per 3ality Digital i s'estrenarà al novembre a Epix, ja que així com en Epix on Demand i EpixHD.com. Epix president i director executiu Mark Greenberg, va dir, "Epix es dedica a portar més a prop dels aficionats que estimen el talent i estem molt contents de connectar aquesta estrella nord-americana veritable icona de la seva gran base de fans i apassionat". És el seu primer concert televisat des The Onyx Hotel Tour va ser transmès per Showtime el 28 març 2004.

## Actes d'obertura
- Nicki Minaj[3][4][5]
- Jessie and the Toy Boys[3]
- Nervo[3][6]
- Pauly D(North America - selected dates)[7]

## Llista de cançons
1. "Hold It Against Me"
2. "Up n' Down"
3. "3"
4. "Piece of Me"
5. "Big Fat Bass"
6. "How I Roll"
7. "Lace and Leather"
8. "If U Seek Amy"
9. "Gimme More" (conté elements de «Get Naked (I Got a Plan)»)
10. "(Drop Dead) Beautiful" (conté elements de «Inside Out»)
11. "He About to Lose Me"
12. "Boys" (The Co-Ed Remix»)
13. "Don't Let Me Be the Last to Know"
14. "...Baby One More Time"
15. "S&M" (Remix)
16. "Trouble for Me"
17. "I'm a Slave 4 U"
18. "Burning Up"
19. "I Wanna Go"
20. "Womanizer" (conté elements de «Womanizer (Jason Nevins Club Remix)»)
21. "Toxic" (conté elements de «Toxic (Peter Rauhofer Reconstruction Mix)»)
22. "Till the World Ends" (conté elements de «Till the World Ends (The Femme Fatale Remix)»)

Font:

## Dates
| Amèrica del Nord       |                 |              |                                  |
| 16 de juny de 2011     | Sacramento      | Estats Units | Power Balance Pavilion           |
| 18 de juny de 2011     | San José        | Estats Units | HP Pavilion                      |
| 20 de juny de 2011     | Los Angeles     | Estats Units | Staples Center                   |
| 22 de juny de 2011     | Phoenix         | Estats Units | Jobing.com Arena                 |
| 24 de juny de 2011     | Anaheim         | Estats Units | Honda Center                     |
| 25 de juny de 2011     | Las Vegas       | Estats Units | MGM Grand Garden Arena           |
| 28 de juny de 2011     | Portland        | Estats Units | Rose Garden Arena                |
| 29 de juny de 2011     | Tacoma          | Estats Units | Tacoma Dome                      |
| 1 de juliol de 2011    | Vancouver       | Canadà       | Rogers Arena                     |
| 4 de juliol de 2011    | Winnipeg        | Canadà       | MTS Centre                       |
| 6 de juliol de 2011    | St. Paul        | Estats Units | Xcel Energy Center               |
| 8 de juliol de 2011    | Chicago         | Estats Units | United Center                    |
| 9 de juliol de 2011    | Milwaukee       | Estats Units | Marcus Amphitheater              |
| 12 de juliol de 2011   | Dallas          | Estats Units | American Airlines Center         |
| 13 de juliol de 2011   | Houston         | Estats Units | Toyota Center                    |
| 15 de juliol de 2011   | Nova Orleans    | Estats Units | New Orleans Arena                |
| 17 de juliol de 2011   | Atlanta         | Estats Units | Philips Arena                    |
| 20 de juliol de 2011   | Orlando         | Estats Units | Amway Center                     |
| 22 de julio de 2011    | Miami           | Estats Units | American Airlines Arena          |
| 26 de juliol de 2011   | Cleveland       | Estats Units | Quicken Loans Arena              |
| 28 de juliol de 2011   | Detroit         | Estats Units | The Palace of Auburn Hills       |
| 30 de juliol de 2011   | Filadèlfia      | Estats Units | Wells Fargo Center               |
| 31 de juliol de 2011   | Washington D.C. | Estats Units | Verizon Center                   |
| 2 d'agost de 2011      | Uniondale       | Estats Units | Nassau Coliseum                  |
| 5 d'agost de 2011      | East Rutherford | Estats Units | Izod Center                      |
| 6 d'agost de 2011      | Atlantic City   | Estats Units | Boardwalk Hall                   |
| 8 d'agost de 2011      | Boston          | Estats Units | TD Garden                        |
| 11 d'agost de 2011     | Montreal        | Canadà       | Bell Centre                      |
| 13 d'agost de 2011     | Toronto         | Canadà       | Air Canada Centre                |
| 14 d'agost de 2011     | Toronto         | Canadà       | Air Canada Centre                |
| Europa                 |                 |              |                                  |
| 24 de setembre de 2011 | Moscou          | Rússia       | Estadi Olimpiski                 |
| 29 de setembre de 2011 | Kíev            | Ucraïna      | Palau d'esports de Kíev          |
| 3 d'octubre de 2011    | Zúric           | Suïssa       | Hallenstadion                    |
| 5 d'octubre de 2011    | Amnéville       | França       | Galaxie Amneville                |
| 6 d'octubre de 2011    | París           | França       | Palais omnisports de Paris-Bercy |
| 10 d'octubre de 2011   | Herning         | Dinamarca    | Jyske Bank Boxen                 |
| 17 d'octubre de 2011   | Madrid          | Espanya      | estadi Santiago Bernabeu         |
| 21 d'octubre de 2011   | Montpeller      | França       | Arena Montpellier                |